# Urteer
Urteer, auch Primärteer oder Schwelteer genannt,  wird durch Verkokung, Verschwelung oder Vergasung von Braunkohle, Steinkohle oder Torf bei niedrigen Temperaturen erhalten und unterscheidet sich durch seinen außerordentlich hohen Gehalt an Phenolen, aliphatischen und naphthenischen Kohlenwasserstoffen und durch den geringeren Gehalt an rein aromatischer Kohlenwasserstoffen gegenüber den üblichen höheren Temperaturen gewonnenen Teeren.
Es ist ein Teer, der durch Tieftemperaturverkokung hauptsächlich aus Kohle bei einem Vakuum unter 600 °C destilliert oder durch Dampfdestillation bei Temperaturen unter 500 °C hergestellt wird. Diese Teerform ist (abhängig vom Paraffingehalt) dünnflüssig und rotbraun. Die genaue Zusammensetzung variiert mit dem Ausgangsstoff, der Destillationstemperatur und dem Destillationsverfahren.